# Hectolitergewicht

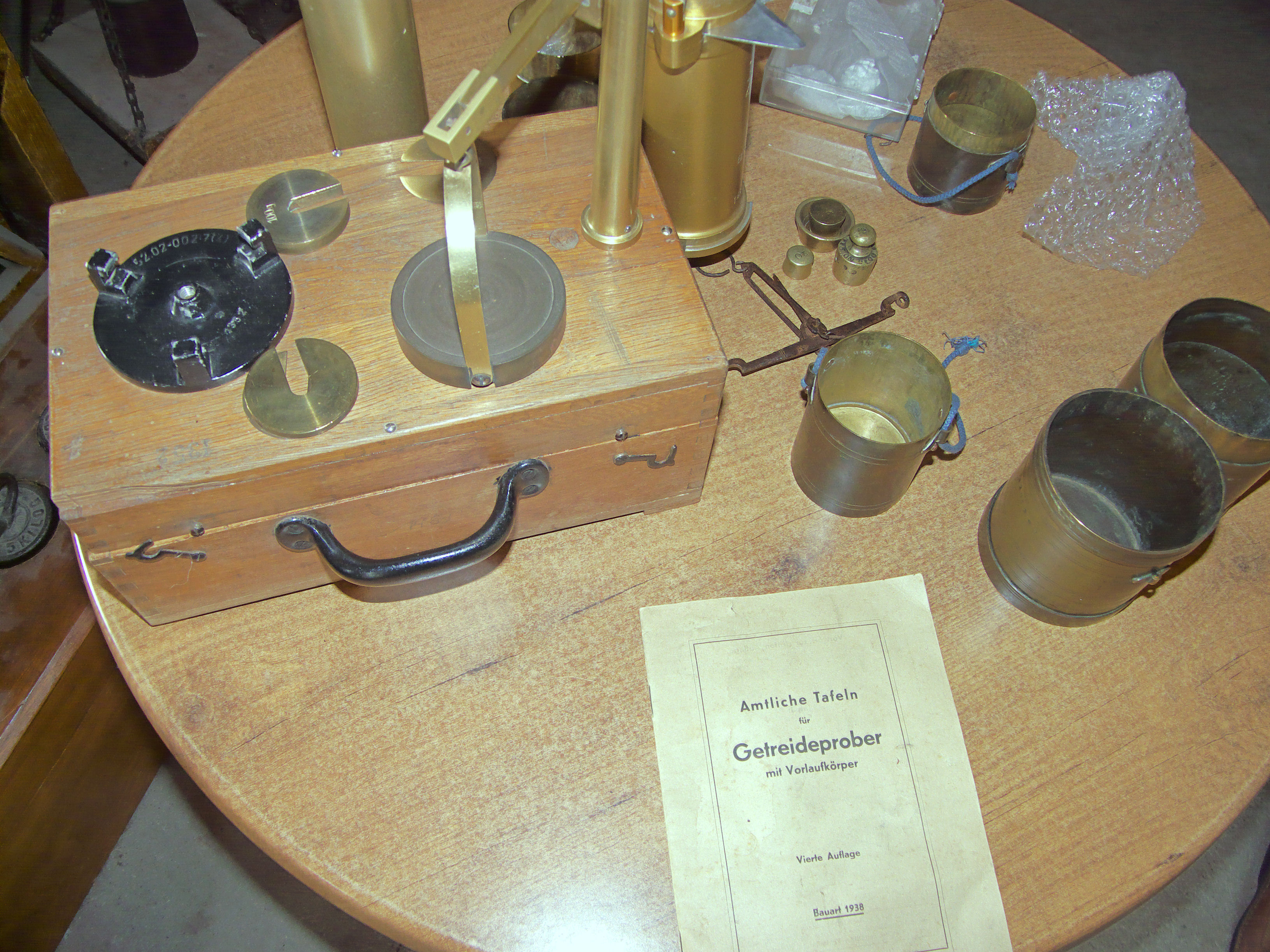
Bepalingsapparatuur voor het hectolitergewicht

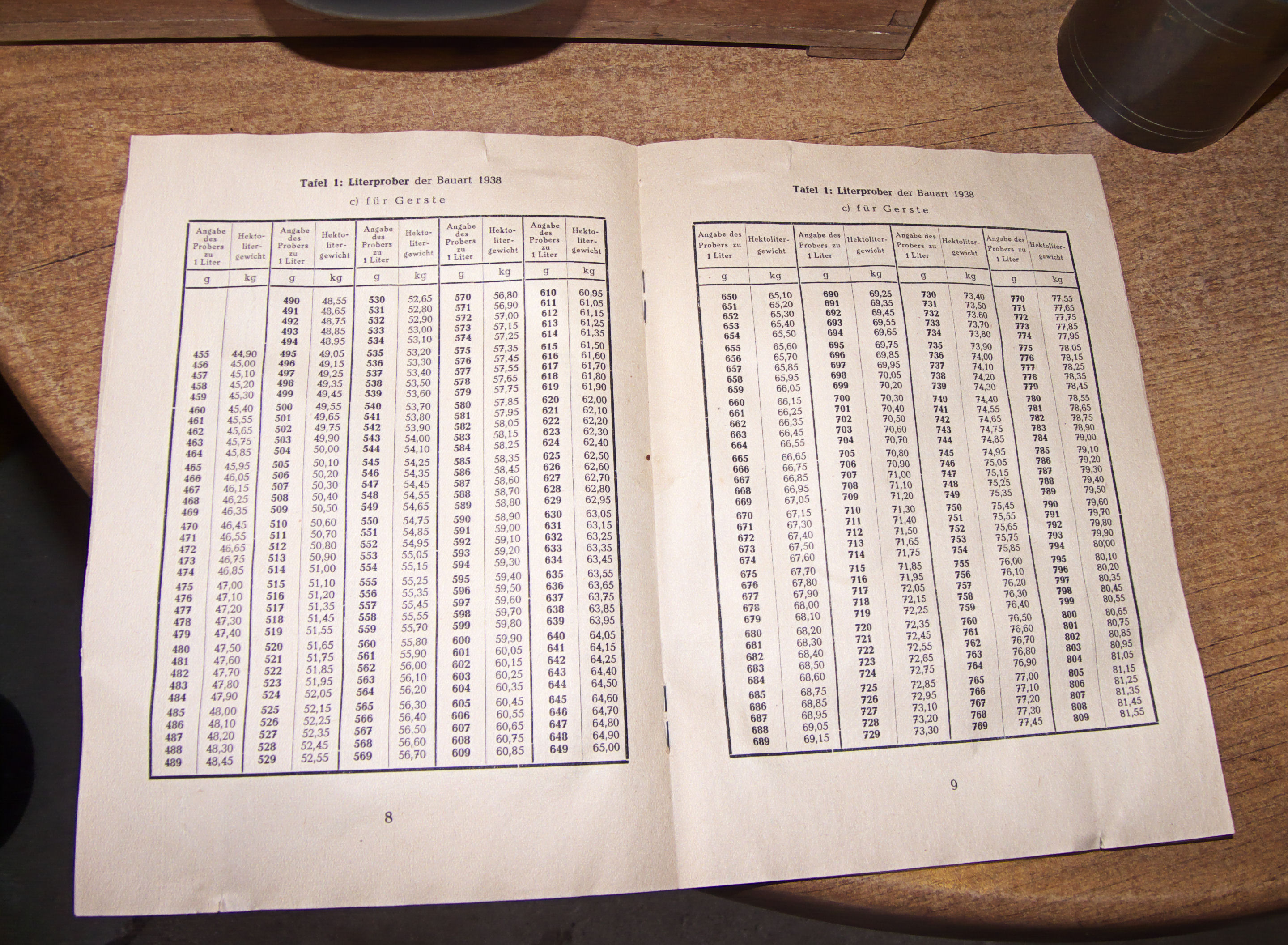
Omrekeningstabellen voor gerst

Het hectolitergewicht is het gewicht van een hectoliter (100 liter) product. Met het hectolitergewicht weet men hoeveel ruimte het product inneemt, hetgeen belangrijk is bij opslag, verpakken en vervoer van het product.
Bij tarwe is het hectolitergewicht een maat voor het bloemrendement en is een hectolitergewicht boven de 77 gewenst. Een hoog hectolitergewicht gaat vaak samen met een grotere en dikkere graankorrel.
Het hectolitergewicht wordt beïnvloed door de grootte, de pakking, het ras, de groeiomstandigheden en het vochtgehalte van het product. Het hectolitergewicht van gerst is lager dan die van tarwe, omdat bij gerst de kafjes met de graankorrel vergroeid zijn. Bij ongepelde haver zit het kaf ook nog om de korrel.
Voor het bepalen van het hectolitergewicht bestaat speciale apparatuur.
| Type          | Graansoort      | Hectolitergewicht |
| ------------- | --------------- | ----------------- |
| Zware granen  | Baktarwe        | 72–82 kg/hl       |
| Zware granen  | Rogge           | 70–75 kg/hl       |
| Zware granen  | Maïs            | 68–71 kg/hl       |
| Zware granen  | Voertarwe       | 65–71 kg/hl       |
| Lichte granen | Gerst           | 60–65 kg/hl       |
| Lichte granen | Ongepelde haver | 45–50 kg/hl       |
| Graanproduct  | Tarwemeel       | 50–55 kg/hl       |
| Graanproduct  | Gebroken rogge  | ca. 50 kg/hl      |

| Type               | Gewas                      | Hectolitergewicht |
| ------------------ | -------------------------- | ----------------- |
| Peulvruchten       | Witte boon                 | 80 kg/hl          |
| Peulvruchten       | Tuinboon                   | 76–80 kg/hl       |
| Peulvruchten       | Capucijner                 | 71–87 kg/hl       |
| Oliehoudende zaden | Koolzaad                   | 65 kg/hl          |
| Oliehoudende zaden | Raapzaad                   | 65 kg/hl          |
| Oliehoudende zaden | Lijnzaad                   | 62–68 kg/hl       |
| Aardappel          | Consumptieaardappelknollen | 70 kg/hl          |
| Aardappel          | Fabrieksaardappelknollen   | 61 kg/hl          |
| Diversen           | Uienbollen                 | 50–60 kg/hl       |
| Diversen           | Boekweit                   | 62–69 kg/hl       |
| Diversen           | Engels raaigras            | 25–34 kg/hl       |
| Diversen           | Wortelzaad                 | 20 kg/hl          |
| Diversen           | zand                       | 160–200 kg/hl     |
| Diversen           | Steenkool                  | 75–89 kg/hl       |
| Diversen           | Turf                       | 31–41 kg/hl       |